# Juri Karlowitsch Arnold

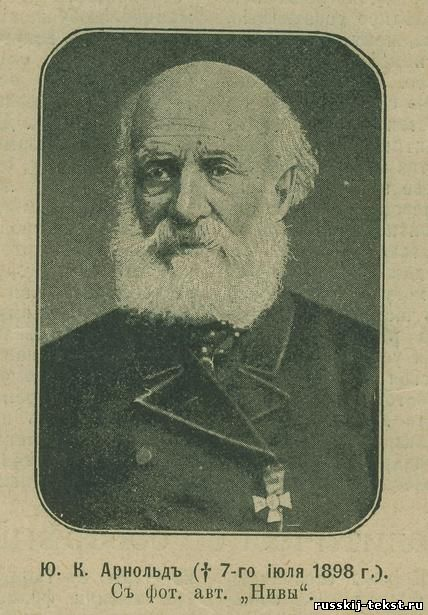
Juri Karlowitsch Arnold

Juri Karlowitsch Arnold (russisch Юрий Карлович Арнольд; deutsch Yourij von Arnold;) (* 1. Novemberjul. / 13. November 1811greg. in Sankt Petersburg; † 8. Julijul. / 20. Juli 1898greg. in Karakasch bei Simferopol) war ein russischer Komponist, Musikwissenschaftler, Musikkritiker, Chorleiter und Musikpädagoge.
Arnold trat nach einem Studium in Tartu der Armee bei. Nach seinem Abschied 1838 lebte er als Komponist. Von 1863 bis 1870 war er Musikjournalist in Leipzig und schrieb für die Neue Zeitschrift für Musik. 1870 gründete er eine private Musikschule in Moskau, die er bis 1894 leitete. Gelegentlich las er an der Universität von Moskau über Musikgeschichte sowie Akustik.
Arnold komponierte unter anderem eine Oper, zwei Operetten und zwei Ouvertüren. Er forschte und publizierte über russische Kirchenmusik. Seine Memoiren erschienen 1892. Juri Arnold trug durch seine publizistische Tätigkeit und seine Übersetzungen von Opern und Liedern wesentlich zur Verbreitung russischer Musik im Ausland bei.

## Werke
- Yourij von Arnold: Ludwig Eckardt. Eine biographische Skizze. Aus: „Neue Allgemeine Zeitschrift für Theater u. Musik“. No. 17 ff Paul Rhode, Leipzig 1867. Google
- Yourij von Arnold: Der Einfluss des Zeitgeistes auf die Entwicklung der Tonkunst.  C.F. Kahnt, Leipzig 1867.
- Yourij von Arnold: Die alten Kirchenmodi – Historisch und akustisch- C. F. Kahnt, Leipzig 1878.